# فانتامادي كييتا
فانتامادي كييتا (بالفرنسية: Fantamady Keita)‏ هو لاعب كرة قدم مالي في مركز الهجوم، ولد في 25 سبتمبر 1949 في باماكو في مالي. شارك مع منتخب مالي لكرة القدم. أما مع النوادي، فقد لعب مع ريال باماكو وستاد رين ونادي أنغوليم ونادي بونتيفيدرا.

## وصلات خارجية
- فانتامادي كييتا على موقع قاعدة بيانات كرة القدم.إي يو (الإنجليزية)